# Union de Pologne-Lituanie

Armoiries de la république des Deux Nations.

L'union de Pologne-Lituanie (ou Union polono-lituanienne) est une série d'actes d'alliance entre le royaume de Pologne et le grand-duché de Lituanie, à partir de 1385, qui aboutissent à la création en 1569 de l'État fédéral de la république des Deux Nations (Rzeczpospolita), une république aristocratique dirigée par un roi élu, ainsi qu'à la volonté de création d'un État unitaire éphémère de 1791 à 1793, pendant la période des partages de la Pologne (de 1772 à 1795).

## Les principaux actes
- 14 août 1385 : union de Krewo stipulant l'union personnelle entre le royaume de Pologne et le grand-duché de Lituanie sous le règne de Ladislas II Jagellon (Jogaila).
- 11 mars 1401 : union de Vilnius et Radom ; la Lituanie se voit accorder une large autonomie avec Vytautas comme grand-duc et son cousin Ladislas II Jagellon comme souverain de la réunion des deux États. En conséquence, Vytautas peut entamer une campagne contre l'ordre Teutonique, culminant avec la bataille de Grunwald (ou « première bataille de Tannenberg », 1410) et le gain de la Samogitie par la paix de Toruń (1411).
- 2 octobre 1413 : union de Horodło accordant de nombreux privilèges à l'Église catholique en Lituanie et à la noblesse lituanienne (au détriment des boyards orthodoxes en Ruthénie).
- 1432 (1432-1434) : union de Grodno (en) ; plusieurs accords entre Ladislas II Jagellon et Sigismond Ier Kęstutaitis, grand duc de Lituanie poursuivi par son cousin Švitrigaila.
- 6 mai et 24 juillet 1499 : union de Cracovie et Vilnius fixant l'union dynastique entre la Pologne sous la souveraineté du roi Jean Ier Albert Jagellon et la Lituanie sous la souveraineté de son frère cadet Alexandre Ier.
- 23 octobre 1501 : union de Mielnik (en) ; première tentative de mise sur pied d’une union réelle des territoires sous le règne d'Alexandre Ier.
- 1er juillet 1569 : union de Lublin ; création de la république des Deux Nations.
- 3 mai 1791 : Constitution polonaise du 3 mai 1791 ; le royaume de Pologne et le grand-duché de Lituanie forment désormais un seul État.